# Muzică distractivă
Sintagma muzică de consum desemnează creațiile muzicale realizate în afara sistemelor de notație muzicală de tip savant (ceea ce le asigură un grad mai mare sau mai mic de oralitate). Autorii lor (care pot fi anonimi și pot lucra în mod colectiv) au în vedere deschiderea către public, în consecință abordând teme de interes general și comunicând cu publicul prin diferite coduri (altele decât limbajul muzical: versuri, dans, videoclip) – trăsătură ce poartă denumirea de sincretism.
Muzica de consum cuprinde în ziua de astăzi folclorul muzical și muzicile culturii de masă. În plan teoretic, este considerat că muzica de consum se opune celei culte (astfel, reunite, cele două definesc întreaga sferă a muzicii). Această situație, încă valabilă la începutul secolului XX, s-a modificat puternic în ultimele decenii, granița dintre cele două tipologii dovedindu-se inutilă sub multe aspecte (de pildă, tot mai multe genuri muzicale sunt abordate de ambele părți ale „graniței”). De altfel, istoria muzicii prezintă numeroase alte momente față de care o atare delimitare pare forțată.
Termenul englezesc echivalent este popular music (nu confunda cu muzica populară). În limba română, nu există exprimări sinonime cu muzică de consum, cu toate că în acest scop sunt folosite (incorect) locuțiuni cu sinonimie parțială (deci, care subliniază doar unele trăsături):
Muzica distractivă caracterizează și exprimă comuniune, oralitate, spontaneitate și libertate de interpretare. În principiu, din muzica distractivă fac parte:
```
   muzica pop
   muzica country
   muzica rock și cea strict înrudită
   muzica elektronică de dans/muzica de klub
   rap
   muzica blues, soul și cea strict  înrudită
   ska
   reggae
   muzica jazz
   muzica folk, world music,   muzica distractivă hindusă, arabsă, irlandeză etc.
```

- muzică de divertisment vorbește de un caracter funcțional (non-estetic) al muzicii, anume cel de a produce bună dispoziție. Dar însuși genul divertismentului este o creație de factură cultă.[2]
- muzică ușoară, reprezentând în fapt un gen al muzicii de consum
- muzică pop, confuzie cauzată de ambiguitatea terminologică popular music–pop music din limba engleză; reprezintă un alt gen de consum